# Sky (jogo eletrônico)
Sky: Children of the Light é um jogo de aventura social indie desenvolvido e publicado pela Thatgamecompany. Foi lançado primeiro para iOS em 18 de julho de 2019.  Uma versão do Android foi lançada posteriormente em 7 de abril de 2020. 

## Jogabilidade
Em Sky: Children of the Light, o jogador explora um reino mágico usando uma capa que lhe permite voar. Existem sete reinos únicos para visitar e cada um deles tem como tema um estágio diferente da vida. Além desses reinos, existe um Lar que serve como um centro entre os diferentes reinos. Durante o jogo, o jogador encontrará "espíritos" que dão ao jogador itens cosméticos e que afetam a jogabilidade em troca da moeda do jogo. O jogador também pode encontrar "estrelas perdidas" que dão ao jogador "luz alada". Quando o jogador coleta luz alada suficiente, seu nível de capa aumenta, aumentando sua "energia das asas" máxima e permitindo que voe mais longe. 
O jogo apresenta foca bastante na mecânica social. Os jogadores podem se conhecer e fazer amizade uns com os outros e podem desbloquear novas habilidades, como conversar e enviar presentes, à medida que a amizade aumenta. Também há muitos itens cosméticos para colecionar, incluindo capas, máscaras, penteados, chapéus, calças, instrumentos musicais (que podem ser tocados), expressões e muito mais. Esses itens podem ser obtidos usando a moeda do jogo. 

## Recepção
O Metacritic concedeu ao jogo 81 de 100 com base em 17 revisores, além de considerá-lo como jogo iOS compartilhado número um de 2019, o número cinco dos jogos iOS mais discutidos em 2019 e o número 12 como melhor jogo iOS de 2019.  A Gameinformer classificou o jogo em 8,5 em 10, afirmando que "O Sky é um jogo revigorante e robusto na plataforma iOS, e um melhor compartilhado com os outros - especialmente as pessoas que normalmente não compram um videogame". A Gamespot classificou o jogo em 8 em 10, elogiando muito os visuais, animações e partituras musicais, mas admitindo que "as visitas de retorno a ambientes anteriores não são tão cativantes quanto sua primeira viagem". A IGN classificou o jogo em 8,5 de 10, comparando o jogo ao seu antecessor como "um acompanhamento maior e mais ousado que se expande sobre o que tornou o Journey tão bom". Destructoid, como muitos outros revisores, elogiaram como um jogo que "quase todo mundo deveria experimentar", mas foi altamente crítico com os controles de toque e com a falta de controle que ele dava ao seu personagem, chegando a sugerir que "a maioria deve esperar por uma versão para console ou PC" para jogar. 